# Palicourea albiflora
Palicourea albiflora är en måreväxtart som beskrevs av Paul Carpenter Standley. Palicourea albiflora ingår i släktet Palicourea och familjen måreväxter. Inga underarter finns listade i Catalogue of Life.